# 真希波·真理·伊拉絲多莉亞斯
真希波·真理·伊拉絲多莉亞斯是日本動畫《福音戰士新劇場版》系列中的一名角色，初次登场于系列第二部《福音戰士新劇場版：破》。她是能夠駕駛EVA的适格者之一，外觀是个留着雙馬尾、戴著眼镜，個性乐天的女性。
《福音戰士新劇場版》的总导演兼编剧庵野秀明，想借由真希波這名新角色，來改寫舊版电视动画《新世纪福音战士》原有的世界观。貞本義行負責了此名角色的造型设计，劇情裡的性格塑造方面是交由鶴卷和哉，配音則由坂本真綾担任。
作为新角色，真希波在一经推出後受到許多迴響。但评论者对她的表现褒贬不一，正面看法有认为其性格形象给新剧场版系列带来了新风貌，是该系列走向原创的重要标志；另一方面，有著批评她是一个缺乏深度，純粹迎合粉丝取向的角色。

## 劇情描述

### 動畫版
真希波首次的登場，是在2009年的《福音戰士新劇場版：破》（後略稱《破》）。她是NERV欧洲支部的EVA驾驶员，在开场裡她一邊愉快地唱着歌曲《三百六十五步進行曲》、一邊驾驶EVA暫設5號機迎击第3使徒。之后她秘密入境日本，用降落伞从天而降時，剛好撞倒在学校屋顶的碇真嗣。當時她與真嗣簡單打了招呼，並俏皮地稱呼對方是「NERV的小狗君」。在第10使徒来袭时，真希波启动被封印的EVA2號機出击。在2號機被第10使徒重创時，她遇到了在避难区的真嗣，她設法將真嗣带离已不安全的避难区後，要求對方快点逃。
之後在2012年的《福音戰士新劇場版：Q》（後略稱《Q》）裡，時間線是真嗣在《破》結局裡為了拯救綾波零，而意外引發第三次衝擊後的十四年。這段時間真希波的样貌并无改变，她加入了以葛城美里为首的反NERV组织WILLE，她在組織裡負責驾驶EVA8号，与驾驶EVA改2号机的明日香共同作战。她與明日香在《Q》的末段劇情裡，一同對抗由另一個綾波零複製體駕駛的Mark.09、以及由真嗣與渚薰駕駛的EVA第13號機。在戰鬥過程中，真希波有將真嗣從第13號機裡取出，並希望真嗣能去幫已經從EVA改2號機逃出的明日香。
2021年新劇場版最終篇《福音戰士新劇場版：終》（後略稱《終》）開頭裡，真希波在荒廢的巴黎市街上，用EVA8號機掩護WILLE一行人進行復原作業。在WILLE將前往南極，與真嗣的父親、NERV司令官碇源堂決戰之前，真希波和從第三村回到WILLE的明日香與真嗣見面，並對真嗣做了一些淘氣的互動。在真希波護送真嗣前往和碇源堂決戰後，她也與NERV副司令官冬月耕造見面，在交談結束後，冬月刻意用「加略人瑪莉亞」稱呼她，真希波也表示這是個很久不曾被人提起的名字。在真嗣與源堂的對戰過程裡，源堂回憶與妻子凌波唯相識的場景中，透露出過去真希波與源堂、唯、冬月等人就是舊識。在真嗣阻止了源堂，把原先受第三次衝擊毀滅的世界還原成新的世界後，在一間車站裡，成人姿態的真希波對同樣是成人姿態的真嗣做了淘氣的互動，隨後她與真嗣一同牽著手，一同在新世界向前邁進。

### 漫畫版
由貞本義行創作的《新世纪福音战士》漫画版裡，在單行本最终卷收录了一則真希波為主角的追加篇《夏日韶光》。
故事背景設在1998年，16岁的真希波以优异的成绩连跳两级进入京都大学，是碇唯的学妹。在劇情一開始，真希波對碇唯展露出厭惡、不悅的態度，也對碇唯選擇與碇源堂交往一事感到不以為然，甚至故意偷走碇唯的眼鏡，讓對方在看不清楚的情況下出糗。之後偶然的情況下，真希波被碇唯發現到就是她偷走眼鏡後，坦白承認她对成绩优于自己、態度總是和善的碇唯怀有好感。為了安撫真希波失落的情緒，碇唯為真希波梳起頭髮，將她的髮型打扮成雙馬尾模樣，並把眼镜送给了她。真希波最后向碇唯表示自己將前往英国留学，並祝福碇唯與碇源堂的戀情，碇唯也欣然接受真希波的心意。
此短篇的創作動機，出自在新劇場版接連推出《福音戰士新劇場版：序》、《破》、《Q》後，貞本義行對真希波在往後故事裡的定位感到好奇，便詢問負責製作新劇場版的Khara工作室團隊。之後Khara團隊表示他們需專注在主要劇情上，也可能不會給真希波太多出場鏡頭，貞本義行便興起了念頭為真希波繪製短篇。對貞本義行而言，這不是一篇Khara團隊對他提出建議或請求的作品，而是一篇他自己發揮的故事。

### 小說版
由負責新劇場版裡機體設計的山下育人所撰寫小說《新世紀福音戰士 ANIMA》裡，真希波是一位由NERV北美分部開發出來的生命體，出於是藉由混合基因打造緣故，她在外觀有著貓類動物的特徵。
在故事裡她是年齡7歲的小女孩，內心懷著未來成為EVA駕駛員的夢想，並且與綾波零的複製體關係友好。

## 创作概念及发展
《福音戰士新劇場版》是重制庵野秀明的1995年电视动画《新世纪福音战士》，在作品项目启动的时候，执行制片人大月俊倫詢問了庵野是否能增加一名新女性角色。庵野考量新角色能為觀眾帶來全新感受，另一方面也能藉由新角色來幫助新劇場版與原作電視版做區分，便接受了對方的提議。
之後在2008年Nintendo DS平台上推出的《福音小戰士》遊戲裡，透露了這名將在新劇場版系列第二作《破》登場的新角色名字。
真希波原本预定在《破》中簡單露面，后因庵野的意思而增加了戏份，从而改变原作的故事。碍于原作的高完成度，庵野觉得应该经由第三者来创造新角色，于是给出「英国贵族学校的大小姐、有点大姐姐气质、喜欢动物」这样的基本方向后，就交给了贞本义行和鶴卷和哉。

### 角色名稱
此名新角色最初曾取名為「Mariko」，是引用自庵野秀明妻子安野夢洋子創作的漫画角色。之後也曾考慮取名為「千鶴」，是取自機器人動畫《孔巴德拉V》裡登場的南原千鶴。最後敲定是採用另部機器人動畫《勇者萊汀》裡的女角櫻野名字。
與其她《福音戰士》女角相同，真希波的姓氏也是來自日本海上自衛隊戰艦名稱，出自綾波型護衛艦的七號艦「卷波」（與真希波的日语發音同為「Makinami」），「伊拉絲多莉亞斯」（Illustrious）則引用自英國皇家海軍的光辉级航空母舰「Illustrious」。

### 角色设计

由貞本義行繪製，早期的真希波设计草图。

在真希波的角色形象还未确定前，仍尽可能地与其他角色相区别，這讓角色设计师贞本义行苦恼了一阵子，當時貞本一边跟导演讨论，一边修改草图。最终在《福音戰士新劇場版：序》末尾的《破》预告片创作中，庵野在草稿中选定了一个戴眼镜的形象，贞本于是回頭将草图完善。贞本一开始试图取明日香和綾波零这两个角色的中间值，但是看过早期剧本后发现真希波似乎在不同方面有前两者的影子，于是觉得有必要通过绘画来突显其个人特点。为了方便区分，贞本将头发设计成暗色的长直发，头身也设计得比明日香和綾波零都要高。眼睛部分处理成轮廓分明的长眼睛，對此點贞本认为“有点吊眼梢，能画得很可爱”。而明日香也是梳两个辫子的，为了将她和明日香区分开来，庵野要求“把辫绳向下挪一点”，并加上了发箍。另外，体态和发型还受到电影《我的老大，我的英雄》中新垣結衣的影响。
真希波制服的设计，贞本得到的说明只有两点：英国风格和教会学校风格。关于教会学校风格，庵野拿了一些英国女学生的照片给贞本作参考。看了所有的照片，贞本发现「采用格子裙的居多，几乎各校的学生都穿着裤袜，穿边缘带颜色的西装外套的居多」。贞本于是利用这些元素设计了长袖夹克和格子迷你裙，长袖夹克还参考了英国电影《猜火車》中出现的教会学校女生形象。因為《破》是安排在夏天上映，贞本觉得出現长袖夹克不合时宜，于是就改为白衬衫加领带。
除了制服，在《破》裡頭贞本还为真希波设计了两套战斗服。第一套是驾驶暂设5号机时所穿的战斗服，贞本从一开始就决定将其设计成电视动画《宇宙戰艦大和號》中加米拉斯星球人所穿的飞行服风格，并且使用绿色、复古的设计以符合英国风，此外还参考了俄国的宇航服、英国科幻电视剧《星際戰爭》中的飞行服。战斗服下半身的装扮类似击剑服，这是为了强调欧洲贵族气质。因庵野意图让她在战斗结束后才露出脸，以获得戏剧冲击力，贞本對此為真希波加上了头盔，头盔后部的设计則参考了自行车比赛的头盔样式。第二套战斗服则是真希波驾驶2号机时所穿的，与第一套追求的复古风格相反，第二套引入了新型的工业设计。貞本也特地去參考雙座敞篷車與蓮花Elise這兩種分別以復古與近代車款給人帶來的視覺差異，以讓這兩套戰鬥服的外觀能讓人感受到有技術上的不同。戰鬥服设计過程中，贞本表示最辛苦的是決定颜色，對是要採用绿色还是黄色为此犹豫了半个多月。当看到色彩设计师菊地和子调出的粉红色，贞本眼前一亮，当场就定案下来了。贞本认为，粉红色是象征着女孩子的颜色，并且在动漫界一直很流行。

### 角色塑造
對於真希波在作品裡的定位與性格，庵野秀明一直難以決定。他一開始擔心著為了讓新劇場版與舊電視版有所區別，把真希波弄成像是刻意塞進去的角色。鹤卷和栽也表示之所以在真希波的角色问题上绕了很多弯路，是因为庵野不清楚自己想要什么。也因此在過程中，真希波像是有多重人格，在各場景中都是不同角色，很難讓她的形象維持一致。
庵野想把真希波写成自己心中的他者，所以把相当多的部分都交给了鶴卷。庵野只给了个抽象的主题「让真希波的出场来改变故事的走向」，或是「一名喜歡動物的人」這種一般建議，但由于找不到合适的方法，对于角色性格的讨论持续了很久。
一开始庵野想从排除法入手，试图找出迄今为止没出现过的性格。光是對真希波的劇本修改次數，就幾乎有四十次。在改写的早期剧本，真希波的戏份虽然增加了，但所表現的效果有时像是綾波零、有时像是明日香、有时又像是葛城美里，角色还没有完全树立起形象来。對於此點，鶴卷認為如果只是把之前角色演過的內容來讓真希波重演一次，而故事也沒有改變，那真希波就會變成沒必要存在的角色。
曾討論過的想法包括她是一名出身於富裕家庭的英國女性，有飼養寵物，還紋有寵物名字的刺青。或讓她是明日香在歐洲的同學，但這樣做反而削弱明日香的孤立感。或著是在第8使徒登場時，讓她與明日香坐在同一台EVA裡，用像是日式喜劇手法「雙人羽織」的模樣來與使徒對抗。以及讓她成為真嗣的班長洞木光家裡的住客，她與明日香互為想當上EVA2號機適任者的勁敵關係等等。
由于整体平衡的问题以及工作人员的各种意见，角色塑造过程一波三折。为了确立真希波的角色形象，庵野还询问了包括榎戶洋司在内的其他人员的意见。榎戶认为，母亲般亲密存在的綾波零和带有异国风情的明日香，这两个角色的形象太强大了，构成所谓后宫动画的黄金组合。要使真希波与这两个角色完全不同，榎戶提出将她设定为中性的、不拘世俗的、单纯的战斗角色，例如《缎带骑士》里的索菲亚。庵野听后表示同意，并提出类似《三眼神童》里的和登千代子建議。鶴卷也提出了各式各样的想法，但认真想出的一些具体提案没被庵野采用，反而是随意举的过时老套的例子被列入，比如「一边说着『眼镜呢、眼镜呢』，一边找眼镜」、「句尾加『喵』」、「把胸部再画大点」，不知不觉地把原先「举止含蓄的大小姐」搞成了一个很奇怪的角色。之后鶴卷觉得，不如让她成为更有冲击力的角色、做些更惊世骇俗的事情，比如从天而降。
鶴卷一直坚持将真希波创造成一个无忧无虑的角色，与以往的EVA驾驶员都背负着悲怆感不同，真希波享受着战斗，不会陷入自我沉思，渗出淡淡昭和风格。真希波不会迷茫、有决断力，鹤卷认为，这一点类似于庵野作品《飛越巔峰》里的太田宏一朗和田代舰长。
真希波最後成為陪伴在碇真嗣身旁女性的劇情安排，讓網路上有不少認為她是以庵野秀明妻子安野夢洋子為模特兒的揣測，在《終》於日本上映的當月，安野夢洋子在隨筆《來自祖先的傳言》裡提到對於許多人很熱情地去考察影片內容的盛況感到開心，但希望不要把她個人事情與影片劇情聯想在一起。之後庵野也在《終》上映後一週年紀念活動的問答裡，否決了這樣的推論。另一方面對於Khara成員來說，真希波是一個帶有鶴卷個人性慾要素的角色，因為能從她身上看出鶴卷執導的OVA《FLCL》裡頭角色風格。

### 角色配音
由于庵野秀明极力避免插手，聲優的人选迟迟没有决定下来。鶴卷和哉与贞本義行讨论配音选角时，两人列举了一些名字，之後想到了曾在《勇往直前2》中與他們合作過的坂本真綾。鹤卷认为，真希波的性格和坂本给人的优等生印象完全不同，这种反差感让他觉得很有趣，就像1995年《福音戰士》舊電視版里起用林原惠饰演寡言又阴郁的少女綾波零、三石琴乃饰演29岁的成熟女性葛城美里，这些在当时都是令人意外的选择。当鹤卷向庵野提议时，庵野立即就答应了。在看角色设定的时候，坂本也觉得真希波和自己一点都不像。第一次试音的时候，坂本用自己能想到的最夸张的方式来演绎，心想如果导演说这样太过了，再调整回来，没想到庵野却说这种感觉非常好。试音时配的是真希波第一次登场的场景，那种紧张兴奋的感觉，坂本觉得和自己当时的心境完美同步了。坂本的表现获得了试音现场众工作人员的赞赏。贞本认为，坂本的演绎很好地表现了人物的特性，使角色立体起来。鹤卷也表示，听到配音后才第一次感觉到自己搞懂了真希波这个角色。
在配音前，坂本还特意问庵野导演，真希波是一个怎样的角色。庵野于是进行了一番说明，经过说明，庵野对角色形象也有了更清晰的认识。对于角色诠释，庵野给出的关键词是“昭和大叔”，坂本于是很容易就理解了，得以迅速上手。台本上写着“喵”的口头禅，但是坂本很少出演这种角色，不大清楚该怎么拿捏分寸。在开窍后，发现其实和自己没有太大差别。所以基本是使用自己最原始的声音，完全没有勉强自己，在“喵”和“昭和大叔”之间取得了一个平衡。在初看台本和角色表的时候，坂本发现真希波虽然有着可爱与强硬等各种各样的方面，但却依然看不清她的本质，最初和庵野交谈时留下的印象是“表里如一”。坂本认为，真希波是一个很单纯的人，我行我素，也不是那种会整天烦恼的类型。所以她觉得，不必去考虑哪句是表面话哪句是真心话，只需要照着台本上写的来演，表现出真希波那种充满自信，而且真心为了能够驾驶EVA而感到高兴的心情就可以了。
到了《Q》時，坂本已經不會感到那麼焦慮，能有彷彿真希波「從一開始就在那裡」的感覺。之後在《終》裡一段真希波與冬月副司令對談的場景裡，坂本嘗試用一種令人感覺既不老也不年輕，既不像男性也不像女性的中性聲調，並且一次到位。後續《終》的上映見面會裡，坂本提到配音過程裡，庵野曾給她一些秘密提示，而這些提示她想保留到自己的墓裡。

### 引用文化
在《破》第一次出场战斗时，真希波唱着1968年水前寺清子的昭和歌曲《三百六十五步的进行曲》，这是庵野的主意，因为他想让真希波表现出很兴奋的样子。她隨口哼過的老歌，包括在《Q》的天地真理《不會是一個人喔》、70年代動畫《神威賽車手》的開頭曲《神威之鷹》。以及《終》出現的水前寺清子《真誠之路的進行曲》、佐良直美的《世界是為了我們兩人》等等。
真希波與舊世代連結的要素，還包括在與第10使徒戰鬥時，讓她說出一句，這是在跳著索蘭船歌傳統舞蹈時，會喊出的字句。在坂本真綾為真希波配音過程裡，庵野也曾提議過要她用一段模仿昭和時期搞笑藝人碇矢長介的語氣，來說出一句碇矢長介的台詞。

## 回响

### 人气

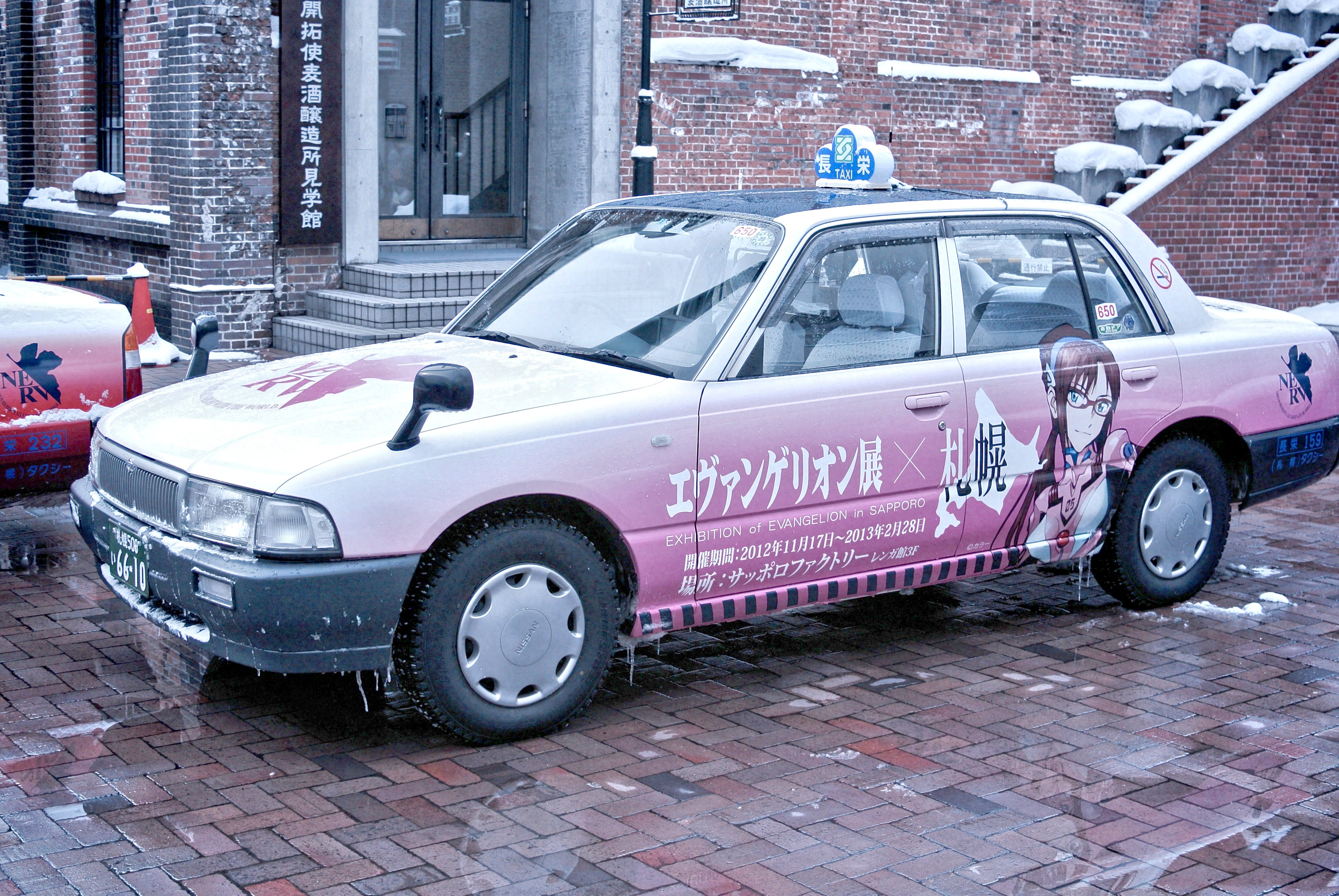
2013年在札幌市一輛外觀有真希波的彩繪，用於宣傳《福音戰士》巡迴展覽的計程車。

真希波在新劇場版系列登場後，獲得到一定程度的人气。2009年在雅虎日本举办的「最想娶回家的二次元美少女」網路人气投票中，真希波获得排行榜冠军。另外角川書店动画杂志《月刊Newtype》2009年9月号刊登的人气女性角色排行，真希波名列第三，仅次于同系列的明日香和綾波零。之後在2010年7月號刊的人气女性角色排行裡，拿下了冠军。其他像EVA官方商店于2019年为纪念新劇場版上映13周年，举行了角色投票活动，投票结果中真希波在《破》和《Q》中的表现分别排名第九和第十
。2020年5月NHK举行的「全福音战士大投票」，真希波获选为系列中第六受欢迎的角色。日本海外方面，英国的综合性日本文化网站Japanator.com在2011年4月29日公布的十大英国籍日本动漫角色排行榜裡，真希波名列第二。
許多角色扮演爱好者亦以真希波作為Cosplay的題材。在《破》藍光光碟发售当天，於animate秋叶原店前亦有請扮演真希波的Coser前来宣传造势。曾經Cosplay過真希波的公眾人物則有中川翔子、加藤夏希、橋本甜歌等人。
以她為主題的周边商品包含有劇中她所戴的红色眼镜、GK模型、服装、饰品挂件、以及与綾波零及明日香等角色一同推出的系列商品諸類。
真希波也参与了许多游戏的商业合作，如《LINE Rangers 銀河特攻隊》、《怪物彈珠》、《熱情傳奇》、《龍族拼圖》、《Hortensia SAGA 蒼之騎士團》、《神域召喚》、《貓咪大戰爭》、《重裝戰姬》、和《神魔之塔》等等。

### 评论
对于真希波在剧中的表现，评论者褒贬不一。負面看法方面，網站Fandom Post作者克里斯·霍默（Chris Homer）表示，真希波是唯一一个享受战斗的EVA驾驶员，这一点很吸引人；同时他也指出，角色缺乏发展，似乎只是用来迎合粉丝。VG Cultural HQ的摩根·路易斯（Morgan Lewis）非常欣赏《福音戰士新劇場版》系列；但讨厌真希波，他认为真希波只是一个用來討好粉丝的角色，夺走了加持良治表現的地方。THEM动画评论网的尼科莱塔·布朗（Nicoletta Browne）也表达了类似的观点，她认为真希波之于剧情无关紧要。UK Anime Network的安迪·漢利（Andy Hanley）則直接點出，在剧中甚至连她的全名都没有被提及。動畫新聞網的马克·松比洛（Mark Sombillo）批评道，真希波几乎没有角色发展，她的许多元素侵占到舊電視版明日香該有的特質，她的存在纯粹是为了推出新商品。漫畫書資源網的勒南·方特斯（Renan Fontes）指出在《破》、《Q》两部电影裡，看不出真希波的任何实质内容。同樣來自漫畫書資源網的作者安傑洛·德洛斯·特里諾斯（Angelo Delos Trinos）提到真希波在新劇場版的存在令人感到格格不入，她一開始入侵NERV的秘密任務，與後來劇情發展相較之下顯得無關緊要，她的表現讓人分心，是讓新劇場版表現不如舊電視版的原因之一。
正面看法部分，周刊《Northwest Asian Weekly》的安德魯·哈姆林（Andrew Hamlin）指出真希波可說是最神秘的EVA驾驶员，拥有易于分辨的外形，乐天轻佻的性格让她显得与众不同。Fandom Post的另名作者布莱恩·莫顿（Bryan Morton）表示自己喜欢真希波，一方面是因为她的个性，另一方面是她為这个原先讓人熟悉的故事带来了不确定性，是新剧场版系列走向原创的重要标志。同样来自動畫新聞網的塞隆·马丁（Theron Martin）评论認為，活泼热情的真希波与既有的EVA驾驶员形成鲜明对比，以至于她的加入让人觉得不协调，可能的关键點是：她被用来突破既有的框架，表明不是只有人格障碍者才能驾驶EVA。她在两部电影的战斗场景中扮演着重要角色，儘管没有足够的戏份來让观众了解她的动机和目的，她仍是商业行销所需要的新感受，有助于补充原系列所具有的神秘感。另一漫畫書資源網作者魯賓·巴隆（Reuben Baron）表示真希波的存在不光是討好粉絲，實際上還有更多目的，因為在其他角色面臨到各種個人折磨與困境時，能有一名可以好好地去完成任務的EVA駕駛員可說相當有幫助；另一方面，讓碇真嗣在生活裡身旁可以有一位情緒穩定的人，使得結局能圓滿結束是相當重要的。

## 備註
1. ↑  出自Amazon Prime Video的片尾名單。
2. ↑  在各衍生作品中，貞本義行的漫畫版為16歲，ANIMA小說版為7歲。

### 书目
- Cut.  . Cut (日本: rockin'on inc). 2009-07-18, 251 (8月号). ASIN B002FX742M.
- 月刊Newtype.  . 月刊Newtype (日本: 角川書店). 2009-08-10, (9月号). ASIN B002IX665U.
- Khara.  . 日本: Khara. 2009. ASIN B0051KIZ4W.
- 庵野秀明; 轟木一騎.  . 日本: . 2010. ISBN 978-4-905033-00-4.
- Khara.  . 日本: Khara. 2012. ASIN B008L8L566.
- 山下育人. . 日本: KADOKAWA. 2017. ISBN 978-4-048934-56-5.
- 冰川龍介; 木俣冬.  . 日本: Khara. 2021. ASIN B0C1V6HS1V.
- 貞本義行. . 台灣: 台灣角川. 2014-11-20. ISBN 978-9-863662-54-9.